# Galumnopsis africana
Galumnopsis africana är en kvalsterart som först beskrevs av Sandór Mahunka 1978.  Galumnopsis africana ingår i släktet Galumnopsis och familjen Galumnellidae. Inga underarter finns listade i Catalogue of Life.